# Yom HaShoah
Yom HaShoah (hébreu : יום השואה yom ha-shoʾāh « Journée de la Shoah »), officiellement dénommé(e) Yom ha-zikaron / hazikaron laShoah vèlaGvoura (hébreu : יום הזיכרון לשואה ולגבורה « Journée du souvenir pour la Shoah et l’héroïsme ») est une date fixée par l’État d’Israël dans la seconde moitié du XXe siècle. 
Initialement conçue par l’établissement politique pour rendre hommage aux insurgés du ghetto de Varsovie et aux partisans juifs dans lesquels ils voient autant de frères d’armes ou précurseurs des pionniers de la nation israélienne, la journée s’étend à mesure de la compréhension du phénomène à l’ensemble des victimes de la politique nazie d’extermination du peuple juif, et présente Israël comme le seul refuge véritable des Juifs dans le monde. Elle dresse par conséquent un bilan annuel de la prévalence de l’antisémitisme dans le monde.
La commémoration se tient généralement le 27 du mois hébraïque de nissan (entre le début du mois d’avril et celui de mai selon les années) dans le calendrier hébraïque.
Elle donne lieu en Israël à diverses cérémonies civiles, la principale se tenant à Yad Vashem, et à d’autres coutumes, dont les sirènes du souvenir et la marche des vivants, observées par l’ensemble de la population juive israélienne, à l’exception de certains milieux orthodoxes et haredim.
Hors Israël, elle est observée par diverses manifestations imitées du modèle israélien et, dans certaines congrégations non-orthodoxes, à des cérémonies religieuses au moyen d’une liturgie nouvellement élaborée.

## Yom Hashoah dans les sources juives et officielles

### Lors des années de guerre
Les rumeurs de l'annihilation de communautés juives entières en Europe à mesure des avancées de l’armée allemande lors de la Seconde Guerre mondiale, parviennent assez rapidement aux oreilles des Juifs du Yichouv, originaires pour la plupart de ces contrées. Elles donnent lieu à des commémorations privées, stèles, monuments ou Memorbücher compilés par des associations d’émigrés et, en été 1942, alors que les fusillades et déportations vers les camps d’extermination viennent à peine de commencer, Mordekhaï Shenhavi présente au comité du Fonds National Juif son projet, intitulé Yad Vashem (« Un monument et un nom ») d’après Isaïe 56:5, à la mémoire des disparus qu’il estime alors à un million.

### Au lendemain de l’indépendance d’Israël

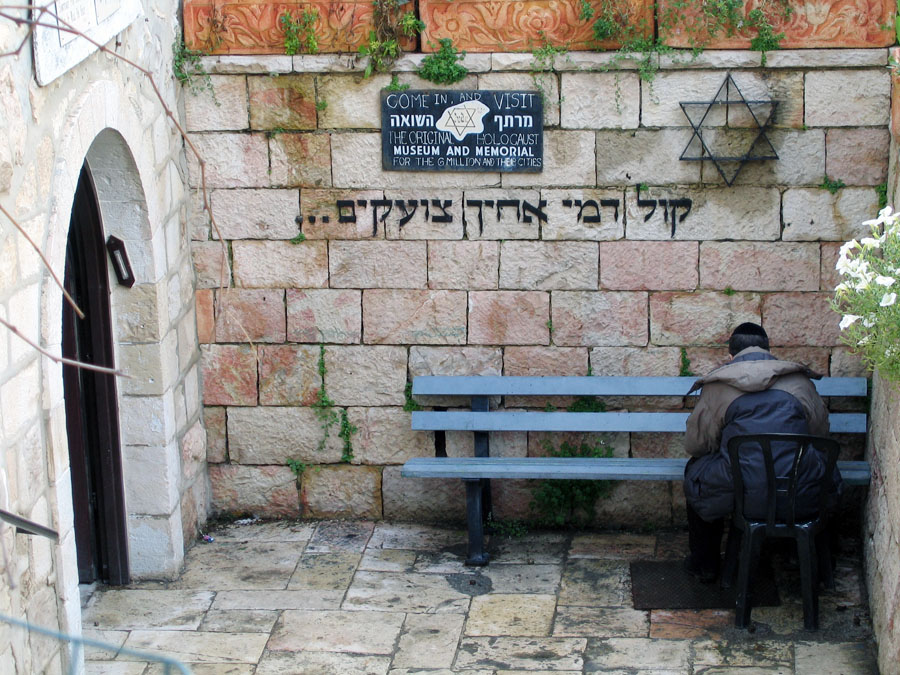
Entrée de la Chambre de la Shoah, première tentative de commémoration publique de la Shoah.

Alors que l’on a appris l'ampleur de la catastrophe, l'armée de Hitler ayant fait 17 000 000 de morts dont environ 6 000 000 d’hommes, femmes et enfants spécifiquement visés en tant que Juifs, et que des centaines de milliers de survivants émigrent dans l’état d’Israël nouvellement proclamé, la commémoration officielle des évènements, civile ou religieuse, n'est pas à l’ordre du jour pour des raisons pragmatiques mais aussi idéologique: le sionisme des dirigeants de l’état s’est en effet bâti sur la « régénération » des Juifs diasporiques en Israéliens fiers, indépendants et maîtres de leur destin tandis que les premiers sont perçus comme passifs et soumis aux courants de l’histoire. Les jeunes sabarim n’éprouvent donc que peu de sympathie pour les Juifs victimes du nazisme qu’ils considèrent comme autant de moutons s’étant laissés mener à l’abattoir, et l'institution Yad Vashem, désaffectée par le public, doit fermer ses portes en 1950.
Les cercles religieux, minoritaires, voient en chacun de ces Juifs et Juives un martyr mort pour la sanctification du Nom divin mais ils n’ont pas davantage pris conscience de l’unicité des évènements : la dénomination qu’ils emploient, Hourban (hébreu : חורבן « destruction »), fait référence à la destruction des Temples de Jérusalem, et ils n’y voient donc que le dernier malheur en date parmi ceux qui ont frappé les Juifs au cours de leur histoire ; il convient de le pleurer, éventuellement avec de nouvelles kinnot (complaintes), lors du 9 av mais non de lui consacrer un jour particulier. 
La Chambre de la Shoah, fondée en 1948 par des survivants et leurs familles à proximité du tombeau de David, constitue la première tentative de commémorer les événements à plus grande échelle. Placée sous l’autorité du ministère des Affaires religieuses, elle est conçue comme un lieu de recueillement pour pleurer selon les rites du judaïsme (cours de Torah, lecture des Psaumes et de mishnayot, allumage de bougies mémoriales, etc.) les proches dont l'on ignore le lieu du décès. Elle se double d’un musée où sont entreposées diverses reliques, dont un rouleau de la Torah brulé, et acquiert un caractèrement quasiment saint lorsqu’elle accueille, à partir de 1949, les cendres en provenance des camps d'extermination nazis,.
La même année, les grands-rabbins d’Israël Ben-Tsion Meïr Hai Uziel et Yitzhak HaLevi Herzog instaurent conjointement la récitation dans les synagogues d'un « Kaddish général » lors du jeûne du 10 tevet, pour les morts dont la date de décès est inconnue et pour ceux qui n’ont plus de famille pour les pleurer ; le 10 tevet — qui n’avait commémoré jusque-là que le début du siège de Jérusalem par Nabuchodonosor II, prélude au premier hourban — est proclamé Yom Kaddish Haklali (Jour du Kaddish Général) par le ministère des Affaires religieuses et la première cérémonie se tient le 11 janvier de la même année,. Cette décision permet d’intégrer les nouveaux événements à l'ancien calendrier sans rien y changer ; il est également possible que les Grands-rabbins aient souhaité par le biais de ce Kaddish raviver l’intérêt du public pour le 10 tevet, le moins observé parmi les quatre jeûnes d’institution prophétique.
C'est également en 1948, le 18 avril, qu'est officiellement fondé le kibboutz Lohamei Haghettaot (« Combattants des ghettos ») dont le noyau dur est constitué d’anciens partisans juifs et résistants, affiliés pour la plupart au Mapam. L'un de ses plus fameux membres, Icchak Cukierman, organise pour l'occasion une exposition photographique commémorant « la Shoah et la Révolte », c'est-à-dire l’insurrection du ghetto de Varsovie du 19 avril 1943 (correspondant au 14 nissan 5703 dans le calendrier hébraïque). Deux ans plus tard, les membres du kibboutz et la direction du Kibboutz Unifié décident de construire un lieu à la mémoire de la Shoah et de la Révolte ; le musée Icchak Kacenelson est inauguré le 19 avril 1951.
Alors que le parti Mizrahi pétitionne pour que le 10 tevet soit adopté comme journée nationale de la Shoah, le Mapam annonce sa volonté de commémorer la Shoah à la date du 19 avril ou du 14 nissan. Le choix de cette date scandalise les députés orthodoxes, car le 14 nissan est la veille de la Pâque juive (la coïncidence de ces dates n’est peut-être pas fortuite : bien que Heinrich Himmler ait voulu dans le cas présent faire coïncider la liquidation du ghetto avec l'anniversaire de Hitler qui avait lieu le lendemain, les nazis menaient souvent des opérations d’extermination massives lors des fêtes juives). Pendant deux ans, Mapam et Mizrahi se bloquent mutuellement, les orthodoxes s'opposant à ce qu’un jour de deuil soit proclamé à la veille de la Pâque ou même au cours du mois de nissan, les socialistes refusant tout report de la date. Consulté à titre privé, le Hazon Ish rejette l’ensemble des propositions en présence, argüant que les générations actuelles n’ont pas la stature spirituelle pour instaurer de nouvelles dates dans le calendrier. Le Mapaï, parti majoritaire, se range aux côtés des orthodoxes quant à leurs revendications sur la Pâque mais appuie les anciens combattants en demandant que la date choisie n'en soit pas trop éloignée et qu'elle prenne place avant le 5 iyar, journée de l'Indépendance.
Le 12 avril 1951, le rabbin Mordekhaï Nurock, doyen de la Knesset, parlementaire du Mizrahi et survivant de la Shoah, déclare renoncer au 10 tevet au nom de l'unité nationale et proclame au nom de la première Knesset « le 27 nissan de chaque année Yom Hashoah OuMered HaGhettaot (Jour de la Shoah et de la Révolte des Ghettos) - un jour éternel de commémoration pour la maison d’Israël ». Cette date, qui n’est au goût de personne, a été choisie car elle « coïncide avec la plus grande partie du massacre des Juifs d’Europe et avec la révolte du ghetto qui a eu lieu en nissan ». Elle se tient certes en nissan mais une semaine après la période mi-fériée de la Pâque, au cours de la période de l'omer, traditionnellement marquée par le deuil car au Moyen âge, « les croisés, ancêtres des ancêtres des nazis ont détruit tant de saintes communautés ». De la sorte, un jour de recueillement pour les morts a été instauré qui n’empiète pas sur la joie de la fête ni, surtout, ne retombe dans les « travers » du calendrier juif traditionnel, car ces morts ne sont pas tombés « par nos péchés » : en se tenant une semaine avant la Journée du Souvenir pour les victimes de guerre israéliennes et huit jours avant la Journée de l'Indépendance, la Journée de la Shoah devient la commémoration des précurseurs de l'état d'Israël, et symbolise le passage de la destruction à la renaissance (MiShoah lèTkouma) de la nation juive,,.

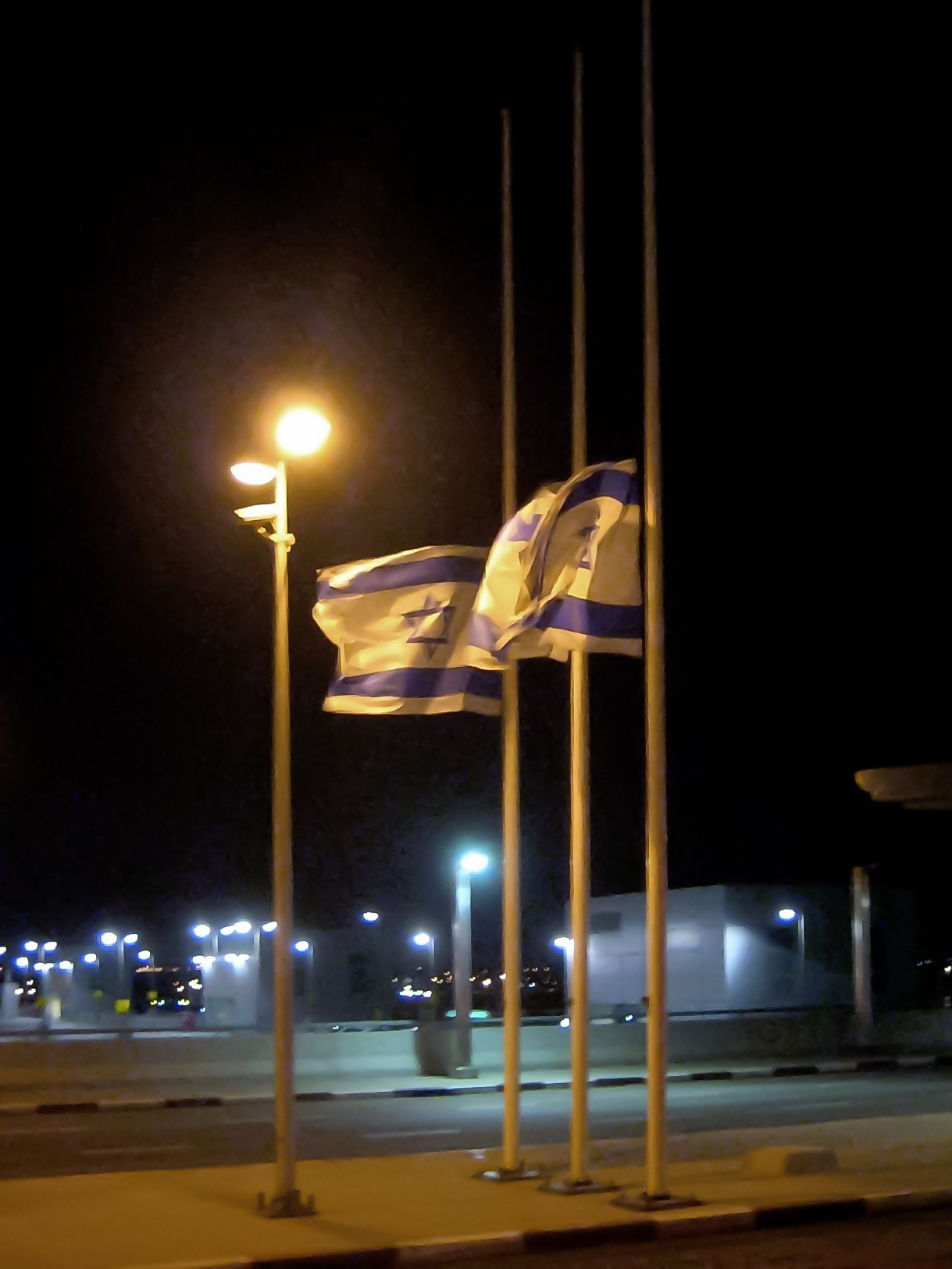
Drapeaux en berne le soir de Yom HaShoah

### De l'héroïsme des révoltés à celui des victimes et survivants
Bien qu’officiellement inauguré, Yom HaShoah demeure confidentiel en dehors des cercles concernés dans la seconde décennie de l'état. Le spectre de la Shoah hante la société israélienne : beaucoup d’émigrés d’avant-guerre font face à la perte d’une importante partie voire de la totalité de leur famille et les survivants qui l’ont directement vécue, ne manquent pas de marquer les esprits, qu’ils parlent ou non de leur expérience. Cependant, le souvenir de la Shoah passe au second plan dans l’exubérance et les contingences liées à la construction de l’état ; l’état lui-même souhaite le contenir au maximum car David Ben Gourion — dont l’opinion sur la question est particulièrement polarisée — craint de donner l’image d’une nation faible, n’existant que par la compassion du monde à son égard.  
La Shoah revient périodiquement sur le devant de la scène lorsque Ben Gourion, à la recherche de fonds, décide d'accepter les réparations proposées par l’Allemagne de l'Ouest en 1952, suscitant aussitôt des critiques de tout bord ou lorsque Rudolf Kastner, membre important du Mapaï, est accusé par un pamphlétiste de collaboration avec les nazis. Ces affaires ne sont pas sans retombées puisqu’elles suscitent notamment la loi Yad Vashem en 1953, la construction du mémorial du même nom, qui entend restituer à chacune de ces vies un nom et un visage, et la chute de cabinet ministériel. 
Cependant, au terme de la décennie, un survivant peut écrire que « parmi le public israélien, la plus grande catastrophe du judaïsme est graduellement oubliée ». 
En 1959, Mordekhaï Nurock a pris acte du peu d’effet de la proclamation de la commémoration sur les consciences et, appuyé par une centaine d'associations de survivants, dépose le projet de la Loi de la Journée du souvenir pour la Shoah et l’héroïsme. Promulguée par le président de l’État, Yitzhak Ben-Zvi, et son premier ministre David Ben Gourion, elle réitère la proclamation du 27 nissan comme Yom Hashoah Vehagvoura (« Journée de la Shoah et de l'Héroïsme »), sauf si la date devait avoir lieu le vendredi, auquel cas elle serait reportée la veille afin de permettre le respect du chabbat. La notion d'héroïsme a été élargie à la sanctification du Nom divin, la résistance « passive », la dignité devant la mort, englobant donc l'ensemble des victimes ; l'on commémore désormais « le désastre que les nazis et leurs collaborateurs ont fait plonger sur les Juifs d'Europe ainsi que les actes d'héroïsme et de révolte en ce jour ». Deux minutes de silence sont décrétées dans l'ensemble du pays ainsi que la mise en berne des drapeaux et la tenue de cérémonies commémoratives dans les casernes et les institutions éducatives. 
Les premières cérémonies d'état ont lieu un an plus tard mais le message n'est manifestement pas encore passé : un article du Davar reprenant à son compte la théologie juive traditionnelle affirme que les Juifs d'Europe sont morts « par leurs péchés » de n'avoir pas choisi l'émigration à Sion et un sondage mené cette année par Yad Vashem montre un faible taux d'observance dans les écoles où l’enseignemenmt de la Shoah, qui n'a été introduit dans le cursus scolaire qu'en 1954, tient trois heures de cours sur douze ans, consacrées dans leur plus grande partie aux revoltés des ghettos et, plus encore, aux soldats de la Brigade juive et parachutistes de l’Armée britannique.

### De la commémoration de la révolte à celle des victimes et des survivants
En 1960, l'un des principaux responsables de la déportation et de l'extermination des Juifs, Adolf Eichmann, est capturé par le Mossad alors qu'il vivait sous une fausse identité en Argentine. Il est décidé de donner le plus de retentissement possible à son procès qui se tient en 1961 à Jérusalem. 
Ce procès libère plutôt qu'il ne révèle la parole des survivants tant aux yeux de la société israélienne que dans le reste du monde. Les divers témoignages d'Icchak Cukierman mais aussi Yehiel De-Nur, Yankiel Wiernik, Georges Wellers, Michał Podchlebnik et d'autres brisent le mythe du Juif passif, dévoilant son impuissance devant une machine spécifiquement conçue pour le broyer.
Cette année-là, Yom HaShoah est suivi par des milliers de personnes ; pour la première fois, les lieux de loisirs sont fermés et des sirènes retentissent à travers tout le pays lors des deux minutes de silence. Empruntées aux sirènes de la Journée du Souvenir et, par conséquent, tirées de la coutume européenne de sonnerie pour les morts, elle ne manquent pas d'évoquer pour beaucoup le chofar tonitruant dans les synagogues lors des Jours Redoutables. C'est dans ce même mélange de tradition et modernité que le Hall du Souvenir est inauguré à Yad Vashem avec en point d’orgue la réinhumation d’une urne de cendres en provenance des camps d'extermination nazis et recouverte du drapeau d’Israël. Le rabbin Mordekhaï Nurock, dont la femme et les enfants ont péri au cours de la Shoah, allume ensuite la Flamme Éternelle et une exposition est ouverte par le ministre Yosef Burg.
Bien que le jour soit désormais annuellement célébré, la société israélienne associe encore longtemps la Shoah aux insurgés des ghettos. Les angoisses suscitées par les annonces répétées d’un « nouvel holocauste » dans les deux semaines qui précédent le 5 juin 1967 sont promptement balayées par la victoire éclair de la guerre des Six Jours. En revanche, lorsqu’Israël sort tactiquement victorieux de la guerre du Kippour, les Israéliens se sont découverts vulnérables et s’identifient pleinement non plus à leurs héros mais aux victimes. Beaucoup prennent également conscience qu’il est, pour citer David Golinkin, « obligatoire de faire la transition entre la mémoire individuelle et la mémoire nationale d'aujourd'hui tant qu'il y a encore un lien vivant avec les survivants ».

### Approche de la communauté orthodoxe
À la suite de la Shoah, de 1948 à 1981, le clivage entre séculiers et orthodoxes en ce qui concerne le récit de l'Holocauste est pour l’essentiel identique entre Sionistes et Haredim. Ces deux secteurs coopèrent concernant la commémoration de la Shoah et en tirent les enseignements qui s'imposent. En premier lieu, la communauté orthodoxe adopte l'approche sioniste, y compris les concepts de « comme des moutons à abattoir » et de  « fierté de l’héroïsme des combattants du Ghetto ». De fait, parmi les Haredim, la proportion de pour et contre la résistance des Juifs aux nazis correspond à celle existant dans la société israélienne. Parmi les orthodoxes, des voix se sont élevées pour critiquer la passivité des Juifs d'Europe  pour ne pas avoir pris les armes pour combattre les nazis. En 1949, Yehiel Granitstien, un auteur Haredi publie un ouvrage, Un Juif dans la forêt, relatant la résistance héroïque des partisans juifs. Durant les années 1950, la presse orthodoxe a une approche positive vis-à-vis de la résistance  du Ghetto et ses détracteurs étaient marginaux,,.
En 1959, deux auteurs haredim, les rabbins Yosef Eliyahu Henkin et Simcha Elberg publient deux articles dans une revue haredi dans lesquels ils entreprennent de réécrire l'histoire en supprimant l'existence d'une collaboration entre le rabbin Menachem Ziemba et la résistance du Ghetto, décrivant les résistants comme étant totalement athées sans aucun lien avec Dieu et le judaïsme. Un autre rabbin haredi, Haïm Michael Dov Weissmandl publie en 1960 un ouvrage, Min ha-Metsar, dans lequel il critique la résistance, l'accusant d'avoir « enflammé le feu de la haine en tuant quelques Allemands ».
Dans les années 2000, les rabbins antisionistes haredim, Moshe Schoenfeld d'Agoudat Israël et Yoel Teitelbaum de Satmar accusent le Sionisme d’être « responsable de la Shoah et de l'annihilation des communautés religieuses juives » d'Europe. La participation active dans la résistance de figures importantes de la communauté haredi est occultée.

## Observance de Yom HaShoah

### Date
Yom HaShoah a lieu le 27 nissan, pour autant qu’il n’entraîne pas d’enfreinte du chabbat, y compris par les préparatifs à la cérémonie. Comme le 27 nissan ne peut avoir lieu à chabbat même, en vertu de la conformation actuelle du calendrier hébraïque,
- Yom HaShoah est célébré le 27 nissan, depuis le coucher de soleil de la veille jusqu’à la sortie des étoiles pour autant que le 27 nissan ne tombe pas un vendredi ou un dimanche,
- si le 27 nissan a lieu un vendredi, Yom HaShoah est avancé au jeudi 26 nissan
- si le 27 nissan a lieu un dimanche, Yom HaShoah est reporté au lundi 28 nissan[27].

### Cérémonies en Israël

#### Cérémonies du soir
La commémoration débute au coucher du soleil par une cérémonie d’état dans la cour du ghetto de Varsovie à Yad Vashem à Jérusalem. Les drapeaux sont mis en berne, Le président de l’État d'Israël et le premier ministre font des allocutions, six survivants de la Shoah allument six torches qui symbolisent les six millions de Juifs exterminés par l'Allemagne nazie et ses collaborateurs. Le Grand Rabbin d’Israël récite des prières dont la prière pour les morts, le Kaddish.

#### Cérémonies en journée
Le jour de Yom HaShoah à 10 heures du matin, les sirènes retentissent pendant deux minutes à travers tout Israël. Les voitures, les bus s'arrêtent et les passagers en sortent. Les piétons s'arrêtent également et respectent deux minutes de silence. Pendant ce jour les lieux de loisirs et la plupart des établissements publics sont fermés conformément à la loi. Les chaînes de télévision et de radio diffusent essentiellement des programmes documentaires à propos de l'Holocauste et des interviews et reportages sur les commémorations. Aucune publicité n'est diffusée.
Les enfants vont à l'école habillés en bleu et blanc, les couleurs du drapeau national, où ils assistent à des cérémonies. Des commémorations ont également lieu dans les lycées, où les étudiants écoutent les témoignages des derniers survivants et discutent de cette période en classe. À Auschwitz, des milliers de personnes commémorent ce jour par la marche des Vivants par opposition aux marches de la mort de l'Holocauste. Ces évènements font partie de l'enseignement scolaire sur la Seconde Guerre mondiale et sont subventionnés par le ministère de l'Éducation.

### Yom HaShoah dans les communautés de la diaspora
Le Yom Hashoah est aussi célébré dans les communautés juives de la diaspora, quelle que soit leur obédience. En France, depuis 1991, c'est le rabbin Daniel Farhi qui a initié puis institué une lecture publique des noms des déportés juifs de France à partir du Mémorial de Serge Klarsfeld recensant les noms des 76 000 déportés juifs de France. De 1991 à 2006, cette lecture ininterrompue se déroulait pendant 24 heures sur la place des Martyrs Juifs du vélodrome d'Hiver (Paris 15e). Depuis 2007, elle se déroule au mémorial de la Shoah, 17 rue Geoffroy-l'Asnier (Paris 4e) sous l'égide de la Fondation pour la Mémoire de la Shoah en partenariat avec les FFDJF, le Consistoire et le MJLF.